# Първенец (област Ямбол)
 За другото българско село вижте Първенец (Област Пловдив).  
Първенец е село в Югоизточна България. То се намира в община Стралджа, област Ямбол.

## География
Село Първенец, Ямболска област е разположено в района на Бакаджиците, и е на границата между Тервелова България и Византия. То е възникнало върху пепелищата на тракийски и славянски села.
Намерените около 20 броя каменни ножове и стъргалки доказват, че още през каменната епоха тук са живели хора. Каменните сечива са направени от местен черен камък и не се отличават с изключителната си якост като кремъчните. Тези предмети са намирани навсякъде по нивите и показват, че цялото землище е било обитавано от праисторически хора, чийто произход не е научно доказан.
Безспорно най-много паметници са оставили в този регион траките. На 500 метра от селото е намерено отлично обработено каменно изображение на глава на божеството Ваал-Амон. През 1950 г. младежи-бригадири откриват тежка оловна масивна врата в местността „Бахчеванов кайнак“, впоследствие насечена на част и раздадена на ловците за преработка във вид на сачми.
Най-значимият исторически паметник в землището е Еркесия - пограничен изкоп от времето на хан Тервел. Старото село, обитавано от кумански поданици-заселени от Асеновци около 12 век, е разположено на около 1 км източно от сегашното село в местността „Черковището“. Явно селото е датирало много преди османското нашествие, поради наличието на огромна за времето си масивна църква. Сегашната църква (построена 1858 г.) е застлана с плочките и мозайката от старата църква, намираща се в „Черковището“.
И до днес селището на "Черковището щеше да съществува, ако не са били събтията, свързани с Руско-турската война 1828-1829 г. Тази война е една от най-успешните за руското оръжие и най-трагивната за българите от Източна България. За първи път руските войски преминават Балкана, стегат до Одрин и го превземат. В първия вариант на руските военни планове се предвиждало освобождението и на българите. Източна България е била в руски ръце. Всички българи са смятали, че е дошъл краят на владичеството. Но събитията се развили в неочаквана за българите насока. На 14.IX.1829 г. двете воюващи страни подписали в Одрин мирен договор. Следвайки инструкциите на Петербург, руските представители се задоволили с минимума от възможностите, които имали: автономия за Влахия, Молдавия и Сърбия (фактически те вече разполагали с нея), независимост за воюваща Гърция в желаните от Русия граници, откриване на черноморските Проливи за търговските кораби на всички държави, неголеми териториални придобивки за Русия, контрибуции и т.н. По страниците на договора България и българите като народ, взел най-активно участие в едва заглъхналите военни действия, въобще не били споменати. Единствено в т. 13-а от договора било отбелязано, че всички желаещи християни имат право да емигрират в Русия. За промяна в тяхното стопанско и политическо положение или за провеждането на някакви други реформи и дума не ставало. Напразни били усилията на българите от Странджа и Сакар пред главнокомандуващия ген. Дибич Задбалкански за по-енергична руска намеса в тяхната съдба. По официални данни се изселват над 100 000 души. В Сливен от 4000 семейства остават 65, в Ямбол от близо 7000 души остават само 25 семейства, а от селото в местността „Черковището“ не остава никой-всички се изселват. Турските власти след оттеглянето на руските войски и изселилите се българи пуснали слуха, че чума е уморила местното население и поради това цяла Източна България е обезлюдена. Турското управление започнало е обещавало оземляване на новите заселници с цел да възроди този район. През 1831 г. преселници от Старозагорско, Чирпанско и Пловдивско започват да населяват този край. В землището на сегашното село Първенец са се заселили родове от Рамалии и Меселими – Чирпанско. Тези родове са били – Далевски, Йончовски, Грудювълковски, Божкомихалеви, Консулски, Радювски, Крайвълковски, Стефанрадеви, Гиновски, Лесевски, Моньогенчеви, Сърбински, Стоювълеви и др. Към 1840 г. селото вече е наброявало над 50 къщи.
Поради това, че земята върху която е възникнало селището е била ленно владение на турски чифликчия Али и по негово име селото било наречено Башалии до 1934 г.

## Културни и природни забележителности
В землището на селото има причудливи скални форми, назовани от населението „Момите“, „Сивриците“, „Ока таш“. Забележителни са още: „Улеите“, „Канарата“, „Сливата“, „Падналият камък“. Най-величественият исторически паметник в землището на селото е „Еркесията“- пограничен изкоп от времето на хан Тервел. Той преминаве на 1 км северно от селото. За това гранично съоръжение К.Иречек пише: „Пет крачки широк и толкова дълбок, така, че спокойно може да се скрие зад насипа един конник, без даже да слиза от коня. “През 1856-58 г. башалийци построяват голяма църква. Строена е от италиански майстори, вътре е иззографисана от Ради Колесов от Ямбол и негови ученици. Името на църквата е „Св. Георги“ и първи свещеник е поп Атанас от Атанасчовския род. През 1868 г. е открито първото училище с учител Стефан Радев от Ямбол. По-късно през 1876 г. за учител идва Моньо Вълков. През 1882-1890 г. броят на учениците непрекъснато нараства, а учителите имат вече и педагогическо образование. Нова сграда на училището започва да се строи 1901 г. от италиански майстори в романски стил. Завършена е през 1910 г. и привлича много ученици от района. Нивото на образованието в училището е много високо. По това време паралелно се развива и читалищната дейност. Селото се посещава и от любителски театрални трупи. Съвременна читалищна сграда е построена през 1956-57 г. Името на селото до 1934 г. е Башалий, след това е назовано според българския му превод Първенец. През 2004 г. дългогодишният учител и директор на училището, по-късно и кмет на село Първенец Митьо Иванов Кожухаров издава с подкрепата на родолюбиви съселяни „Кратка история“ на селото. Тя е плод на дългогодишен труд по събиране, издирване и съхраняване на преданията, легендите и историческите факти, а също така и бита и културата на населението от селото.

## Редовни събития
Всяка последна неделя на месец септември в село Първенец има родови срещи и общоселски събор.
Поканват се всички познати близки и роднини на родовете от с. Първенец да вземат участие в него.